# Nagelberg (Fränkische Alb)
Der Nagelberg ist ein 541,7 m ü. NHN hoher, bewaldeter Berg des Mittelgebirges Fränkische Alb nahe der Stadt Treuchtlingen im mittelfränkischen Landkreis Weißenburg-Gunzenhausen.

## Geographie

### Lage
Der Nagelberg ist ein in Südost-Nordwest-Richtung langgestreckter Berg, der in einer Offenlandschaft mittig zwischen der Weißenburger Alb und dem Hahnenkamm liegt. Der Berg liegt am Rande des Altmühltals in einem Landschaftsschutzgebiet, ca. 2 km nordöstlich der Altstadt von Treuchtlingen im Naturpark Altmühltal. Das Stadtgebiet von Treuchtlingen erstreckt sich westlich und südlich des Berges. Die Altmühl fließt westlich des Nagelbergs in südlicher Richtung. Auf der gegenüberliegenden Talseite liegt der höhere Patrichberg, der bereits zum Höhenzug Hahnenkamm gehört, nördlich des Berges die Gemeindegrenze zur Stadt Weißenburg in Bayern.
Im Nordwesten liegt das Dorf Graben mit der Fossa Carolina, nordöstlich Dettenheim. Zwischen Dettenheim und dem Gipfel des Nagelbergs befindet sich der südlichste Punkt der rhenanisch-danubischen-Wasserscheide. Östlich des Berges liegt das Naturschutzgebiet Schambachried und in etwa 2 km Abstand die Ortschaft Schambach. Dazwischen verläuft die Bundesstraße 2. Der Kästleinsmühlbach, ein Seitenarm der südlich des Berges vorbeifließenden Schambach, fließt an der Südflanke entlang, an ihr liegen Kohlmühle, Lehnleinsmühle, Kästleinsmühle und das nahe Weinbergshof. Westlich des Berges auf der gegenüberliegenden Altmühlseite liegt Gstadt.

### Naturräumliche Zuordnung
Der Nagelberg gehört in der naturräumlichen Haupteinheitengruppe Fränkische Alb (Nr. 08), in der Haupteinheit Südliche Frankenalb (082) und in der Untereinheit Altmühlalb (082.2) zum Naturraum der Treuchtlinger Pforte (082.21).

## Sonstiges

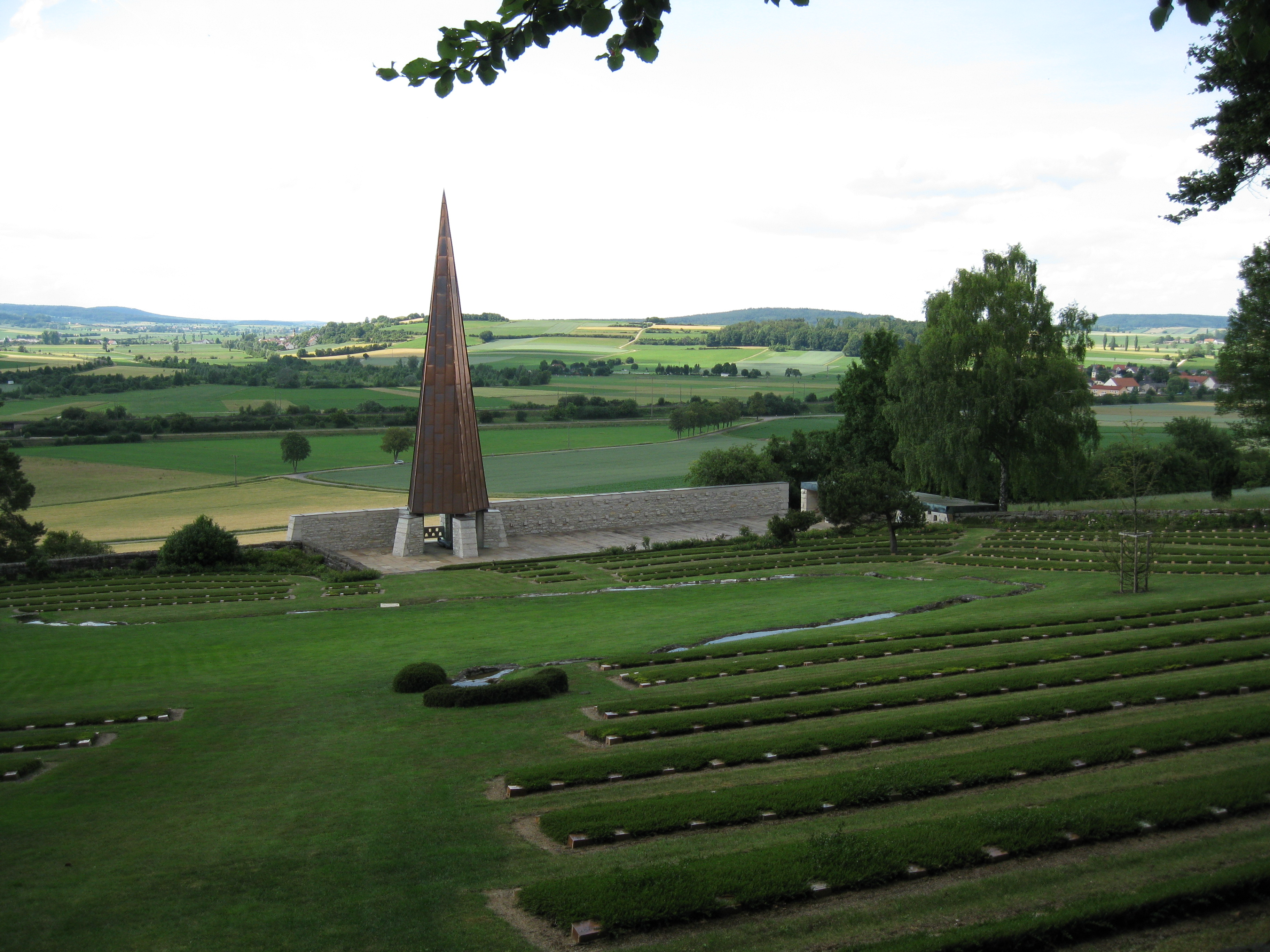
Kriegsgräberstätte am Nagelberg

Auf dem Berg liegt ein Trichtergrubenfeld vor- und frühgeschichtlicher Zeitstellung, an der Südflanke stand eine römische Villa rustica.
An der Westflanke befindet sich die denkmalgeschützte Kriegsgräberstätte am Nagelberg. Auf der 1961 geweihten Gräberstätte liegen über 2.545 Kriegsopfer beider Weltkriege auf einer Fläche von rund 0,8 Hektar begraben, womit sie die drittgrößte Kriegsgräberstätte Bayerns ist.
Im nördlichen Bereich auf einem Plateau befindet sich der Hexentanzplatz, ein Grillplatz mit Schutzhütte. Der Sage nach treffen sich dort in der Walpurgisnacht die Hexen aus der Umgebung.
Knapp südlich des Gipfels steht ein Sendemast.
Am Südwesthang, nahe dem Weinbergshof, liegt ein Wasser-Hochbehälter. Das 1978 erstellte und 2018 sanierte Bauwerk umfasst zwei Becken mit insgesamt 2500 Kubikmetern Wasser. Es liefert den Haupt-Beitrag zur Treuchtlinger Wasserversorgung.

## Kartenwerke
- Karte des Nagelbergs im BayernAtlas der Bayerischen Staatsregierung (Hinweise)
- Franz Tichy: Geographische Landesaufnahme: Die naturräumlichen Einheiten auf Blatt 172 Nürnberg. Bundesanstalt für Landeskunde, Bad Godesberg 1973. → Online-Karte (PDF; 4,0 MB).